# Giuseppe Civinini
Giuseppe Civinini (Pisa, 11 aprile 1835 – Firenze, 19 dicembre 1871) è stato un patriota, giornalista e politico italiano.
Fu garibaldino e poi deputato del Parlamento italiano nella IX, X e XI Legislatura. Dal 16 ottobre 1869 fino alla morte fu direttore del quotidiano fiorentino La Nazione.

## Biografia

### I primi anni
Giuseppe Civinini nacque l'11 aprile 1835 a Pisa, in una famiglia colta e discretamente benestante di origine pistoiese.
Era figlio del medico e scienziato Filippo Civinini (1805-1844), professore di anatomia presso l'Università di Pisa, e di Gioconda Marini.
Nel 1844 il padre morì prematuramente e la vedova tornò a Pistoia con i figli Giuseppe e Giulia.

### Il patriottismo giovanile
A soli 15 anni, Giuseppe si dedicò alla causa repubblicana aderendo alla "Giovine Italia" e impegnandosi in un'intensa attività cospirativa fra la Toscana e il Piemonte che lo portò più volte ad essere arrestato dalla polizia granducale e da quella sabauda con l'accusa di propaganda sovversiva.
Per questo si rifugiò in Inghilterra, a Liverpool. Poco dopo tornò a Genova, dove fu inizialmente protetto dall'esule mazziniano pistoiese Francesco Franchini, ma dove poi venne nuovamente arrestato ed estradato in Toscana. Non essendo state trovate prove decisive a suo carico gli inquirenti furono costretti a rilasciarlo.
Si trasferì quindi a Firenze, dove ebbe modo di entrare a far parte del gruppo di patrioti che si riuniva presso la villa di Bettino Ricasoli per preparare azioni cospirative.
Fra il 1850 e il 1857 seguirono sette anni di intensa attività cospirativa che lo videro alternarsi fra Toscana e Piemonte, spesso ospite delle relative galere. A Firenze lavorò qualche tempo nella tipografia "Bianchi-Barbera". In Piemonte invece insegnò come maestro elementare a Cuneo e a Mondovì, ed allo stesso tempo iniziò l'attività giornalistica collaborando a "L'Italia del popolo" di Genova e a "La Sentinella delle Alpi" di Cuneo.
Nel 1858 fece amicizia con il patriota livornese Adriano Lemmi, stretto collaboratore di Giuseppe Mazzini, e lo seguì per due anni, prima in Svizzera e poi in Turchia, a Costantinopoli, come educatore dei suoi figli.

### La fase "garibaldina" e l'ingresso in politica
Nel 1860 tornò in Italia per iniziare la sua fase "garibaldina". A Palermo si unì alla spedizione dei Mille e Garibaldi gli affidò incarichi nell'intendenza dell'esercito.
Terminata la campagna del 1860 tornò in Piemonte e si stabilì a Torino dove divenne direttore della rivista «Il diritto», portavoce della sinistra parlamentare, alternando l'attività di giornalista politico a quella militare. Nel 1862 fu ancora con Garibaldi sull'Aspromonte e ne condivide la prigionia nella Fortezza del Varignano, vicino a La Spezia, e il successivo esilio a Caprera.
Civinini si affiliò anche alla Loggia massonica "Dante Alighieri", dove trovò come confratelli l'esponente della sinistra Agostino Depretis, il repubblicano Aurelio Saffi, il democratico Antonio Mordini e tanti altri protagonisti del Risorgimento. 
Poco dopo Civinini si avvicinò alle posizioni legalitarie della parte dei democratici facenti riferimento a Francesco Crispi e Antonio Mordini, e nel settembre 1864 si oppose, insieme a Crispi, al trasferimento della capitale a Firenze, che a molti patrioti appariva come rinuncia definitiva a Roma capitale. Comunque finì per accettare il fatto compiuto e nel 1865 si spostò a Firenze, divenuta capitale del Regno d'Italia, continuando a dirigere «Il diritto».

### L'elezione a deputato in Parlamento
Nello stesso anno fu eletto deputato al Parlamento Nazionale nella IX legislatura, nel Collegio elettorale di Pistoia, come candidato della sinistra storica.
Nel 1866 tornò a seguire Garibaldi, partecipando alla vittoriosa battaglia di Bezzecca. In seguito alla rottura con Francesco Crispi, avvenuta per la sua presa di posizione contro la campagna in Trentino, fu costretto a lasciare la direzione de «Il diritto». Fondò allora una nuova rivista, «Il nuovo diritto», in un clima politico piuttosto teso che favoriva intese tra Destra liberale e Sinistra moderata.
Fu in questo contesto che avvenne la svolta politica di Civinini il quale, nel 1867, venne rieletto deputato al Parlamento nella X legislatura, sempre nel collegio di Pistoia, ma questa volta con l'appoggio della Destra di Ricasoli.
Poco dopo fu coinvolto nel primo grosso scandalo dell'Italia unita relativo alla concessione della privativa della fabbricazione dei tabacchi. In tale occasione fu accusato di aver favorito il voto sulla concessione mosso da interessi personali, ma uscì assolto dall'inchiesta parlamentare, e anche dai successivi strascichi giudiziari, per mancanza di prove.
Nel 1870 ebbe pertanto la possibilità di ripresentarsi alle elezioni e fu rieletto per la terza volta.

### Gli ultimi anni
Dal 16 ottobre 1869 Civinini fu direttore del quotidiano fiorentino La Nazione, a cui dette un'impronta fortemente culturale e una nuova impaginazione, organizzata stabilmente su sei colonne. Iniziò a pubblicare racconti tratti dal Monthly Chronicle e dal New York Magazine, novelle di Charles Dickens e racconti di grandi scrittori e giornalisti italiani e stranieri. Durante il periodo della sua direzione, nelle pagine del quotidiano fiorentino apparvero rubriche letterarie, bibliografiche, musicali, artistiche, che negli ambienti culturali furono molto apprezzate.
Per quanto riguarda l'attività politica, nel gennaio 1871 si schierò contro la "Legge delle Guarentigie", volta a regolare i rapporti tra Stato e Chiesa, dopo la fine dello Stato Pontificio, per assicurare al Papa il libero esercizio del potere spirituale. Di fatto Civinini temeva che con questa legge il Pontefice avrebbe continuato ad influire in modo sensibile nelle scelte politiche dello Stato italiano.
La morte lo colse prematuramente a soli 36 anni, per un male incurabile, il 19 dicembre 1871. Lasciò una giovane vedova, la francese Antonietta Klein, e un figlio piccolo, Filippo.

## Gli scritti
Oltre ai numerosi articoli pubblicati su quotidiani e riviste italiani e stranieri, fra gli scritti politici di Giuseppe Civinini gli storici sottolineano i seguenti discorsi pronunciati alla Camera: "Per la legge sul riordinamento della amministrazione centrale e provinciale dello stato", "Per la legge che toglie l'esenzione dei chierici dalla leva", "Le disposizioni eccezionali in materia di sicurezza interna", "La questione romana" e "Per la proposta di una inchiesta intorno alla Regia dei Tabacchi", a difesa delle accuse che gli erano state rivolte in merito. Rimase incompiuto un saggio sull'antico impero germanico, che aveva iniziato a scrivere nei mesi precedenti la sua morte.
Alcuni scritti pubblicati

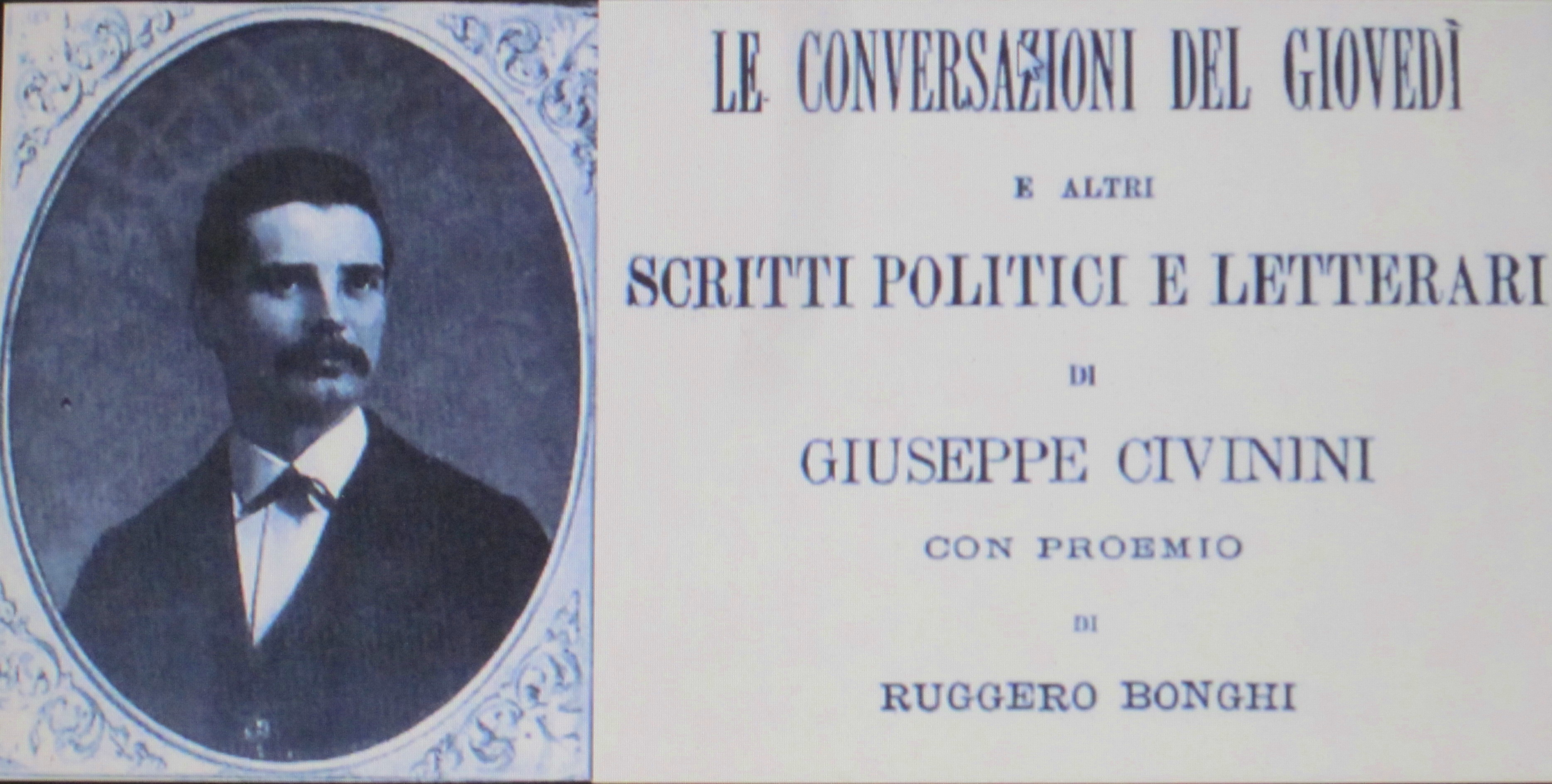

- Giuseppe Civinini,  'Un esule italiano a Costantinopoli nel 1859, tre lettere di Giuseppe Civinini' , (a cura di Filippo Civinini), Pistoia, Off. Tip. Cooperativa, 1912
- Giuseppe Civinini,  'Le conversazioni del giovedi e altri scritti politici e letterari' , Pistoia, Tip. Niccolai, 1885
- Giuseppe Civinini,  'Discorso di Giuseppe Civinini deputato del Collegio di Pistoia-città detto nella tornata degli 11 dicembre 1868 nella Camera dei Deputati' , Firenze, Tipografia Eredi Botta, 1868
- Giuseppe Civinini (deputato del collegio di Pistoia città),  'Ai suoi elettori' , Firenze, Tip. del diritto, 1866

Lasciti al Comune di Pistoia
Nel 1875 la vedova di Giuseppe Civinini, Antonietta Klein, donò la biblioteca del marito al Comune di Pistoia. La libreria, attualmente presso la Biblioteca Forteguerriana, a Pistoia, comprende 953 volumi e 25 miscellanee.
Nel 1936 Filippo Civinini, figlio di Giuseppe, donò al Comune di Pistoia, per disposizione testamentaria, le carte pubbliche e private appartenenti a lui, a suo padre Giuseppe e a suo nonno Filippo (1805-1844). L'intero fondo è conservato presso la Biblioteca Forteguerriana, a Pistoia. Le carte di Giuseppe Civinini rivestono particolare interesse per la storia del Risorgimento italiano e del primo decennio dell'Unità d'Italia.